# L'onore di morire
L'onore di morire è un film muto italiano del 1915 diretto da Eduardo Bencivenga.